# Adolf von Schwarzenberg

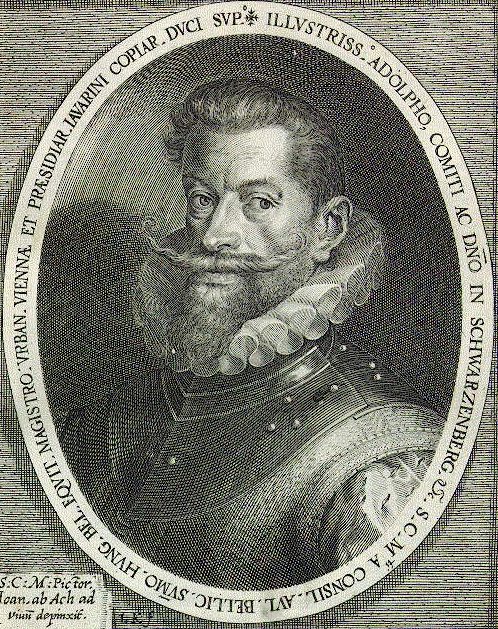
Adolf von Schwarzenberg

Adolf Graf von Schwarzenberg (* 1551 in Gimborn; † 29. Juli 1600) war ein bedeutender Feldherr in den Türkenkriegen des ausgehenden 16. Jahrhunderts.

## Familie
Adolf kam als einziger Sohn von Wilhelm III. Freiherr zu Schwarzenberg und Anna von der Harff auf Schloss Gimborn bei Gummersbach in der damaligen Grafschaft Mark zur Welt. Sein Vater Wilhelm III. hatte nach seiner Heirat 1550 den Familiensitz des Hauses Schwarzenberg von Burg Schwarzenberg im Fränkischen ins Märkische nahe der Bergischen Grenze verlegt, nachdem auch schon Großvater Wilhelm I. durch seine Heirat mit Katharina Freiin von Nesselrode Verbindungen hierher geknüpft hatte. Adolf verlor seinen Vater schon im Kindesalter, dieser fiel 1557 in der Schlacht von St. Quentin.
Adolfs einzige und jüngere Schwester Elisabeth heiratete Wilhelm von Nesselrode, den Kanzler des Herzogtums Jülich-Berg, und verstarb 1599.

## Karriere
Wie sein Vater trat auch er früh in spanische Kriegsdienste. Er kämpfte zunächst unter König Philipp II. im Achtzigjährigen Krieg gegen die Niederlande, später für die katholische Seite gegen die Hugenotten. An Ämtern und Würden erlangte er jene eines Geheimrats des Kurfürsten von Köln, eines Marschalls des Fürstbischofs von Lüttich, sowie eines Statthalters, Generals und Landhofmeisters im Stift Köln.
Adolfs Ruhm basierte jedoch in erster Linie auf seinen militärischen Leistungen bei Feldzügen gegen die Türken in Ungarn: 1594 beteiligte er sich mit zweitausend selbst geworbenen wallonischen Reitern an der Belagerung von Gran und half 1594 bei der Eroberung von Hatvan. 1598 gewann er – gemeinsam mit den kaiserlichen Generalfeldmarschall Nikolaus II. Pálffy de Erdőd – die 1594 gefallene Festung Raab zurück, ein bedeutender Etappensieg gegen die osmanischen Eroberer.

## Triumph

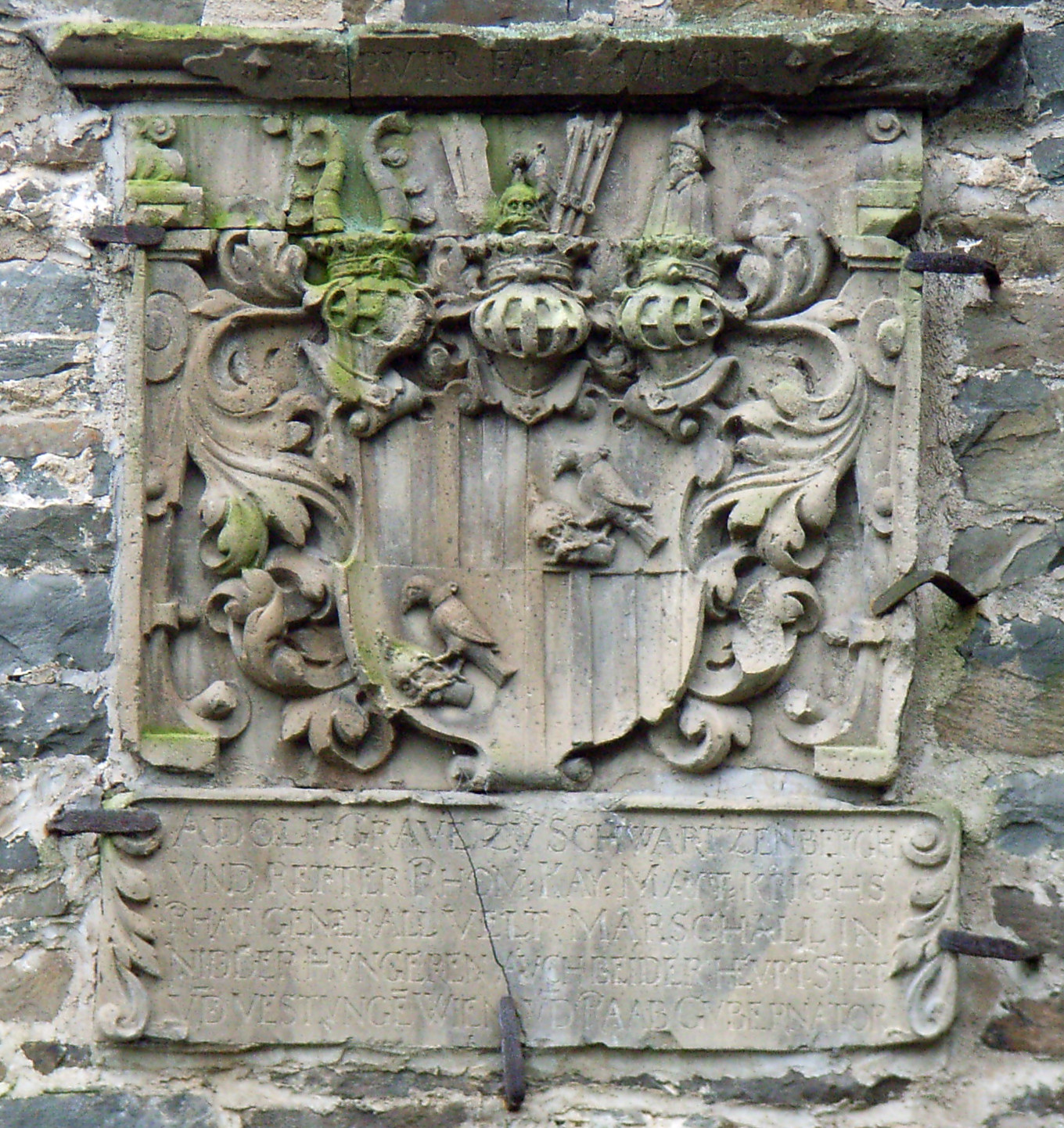
Wappen Graf Adolfs an seinem Geburtsschloss

Aus Dankbarkeit errichtete man dem Feldherrn im ganzen Land steinerne Gedenksäulen mit seinem Namen, so genannte Raaberkreuze, von denen noch heute einige existieren. Die bedeutendste Ehrung wurde Adolf von Schwarzenberg durch den Kaiser zuteil: 1599 erhob Rudolf II. ihn in den Reichsgrafenstand, schenkte ihm die Stadt Auspitz sowie einen enormen Geldbetrag. Darüber hinaus verlieh er dem siegreichen Gefolgsmann das Recht, das Schwarzenberger Wappen zu erweitern – seither wird es nicht nur durch Helmdecken in den kaiserlichen Farben geziert, sondern zeigt nun auch einen Raben, welcher einem Türkenkopf die Augen aushackt.

## Ende
Der frisch gekürte Reichsgraf sah jedoch weder Familie noch Heimat wieder: Das Kriegsglück des Schwarzenbergers wandte sich unterdessen; 1598 gelang ihm zwar noch die Befreiung Ofens, beim Sturm auf Pest 1599 wurde er aber verwundet. Bei einer weiteren Militäraktion gegen Pápa wurde Adolf Graf von Schwarzenberg erneut von einer Kugel getroffen und erlag seiner Verwundung am 29. Juli 1600.

## Nachkommen
Graf Adolf hinterließ seine Ehefrau Margaretha Freiin Wolff von Metternich und seinen 16-Jährigen einzigen Sohn Adam.

## Rezeption
Durch die kaiserliche Entschließung von Franz Joseph I. vom 28. Februar 1863 wurde Adolf von Schwarzenberg in die Liste der „berühmtesten, zur immerwährenden Nacheiferung würdiger Kriegsfürsten und Feldherren Österreichs“ aufgenommen, zu deren Ehren und Andenken auch eine lebensgroße Statue in der Feldherrenhalle des damals neu errichteten k.k. Hofwaffenmuseums (heute: Heeresgeschichtliches Museum Wien) errichtet wurde. Die Statue wurde 1867 vom Bildhauer Karl Costenoble aus Carrara-Marmor geschaffen, gewidmet wurde sie von der Familie Schwarzenberg.